# Portaje
Portaje – gmina w Hiszpanii, w prowincji Cáceres, w Estramadurze, o powierzchni 100,55 km². W 2011 roku gmina liczyła 401 mieszkańców.